# NGC 5271
NGC 5271 é uma galáxia espiral barrada (SBa) localizada na direcção da constelação de Canes Venatici. Possui uma declinação de +30° 07' 31" e uma ascensão recta de 13 horas, 41 minutos e 42,4 segundos.
A galáxia NGC 5271 foi descoberta em 22 de Maio de 1881 por Édouard Jean-Marie Stephan.